# Russelia tetraptera
Russelia tetraptera är en grobladsväxtart som beskrevs av Joseph Blake. Russelia tetraptera ingår i släktet Russelia och familjen grobladsväxter. Inga underarter finns listade i Catalogue of Life.